# Ceromya amicula
Ceromya amicula är en tvåvingeart som beskrevs av Louis-Paul Mesnil 1954. Ceromya amicula ingår i släktet Ceromya och familjen parasitflugor.
Artens utbredningsområde är Kongo-Kinshasa. Inga underarter finns listade i Catalogue of Life.